# 梁禋
梁禋，顺天府宛平人，明朝政治人物、榜眼。

## 生平
永樂二十二年，登進士一甲第二名（榜眼），授翰林院編修。宣德十年，晋升為翰林院修撰。其臨終前，託付家事給陳詢，當時病不能言，只能依手指比劃，由左右訴說。陳詢看後落淚悲痛，此後，凡梁家喪葬居所之事，均由陳詢幫助處理，甚至甘願冒詆毀之名仍然始終如一。